# Comunità montana Pollupice
La comunità montana Pollupice era un comprensorio montano della Liguria, in provincia di Savona, formato dai comuni di: Balestrino, Boissano, Borghetto Santo Spirito, Borgio Verezzi, Calice Ligure, Finale Ligure, Giustenice, Loano, Magliolo, Noli, Orco Feglino, Pietra Ligure, Rialto, Spotorno, Toirano, Tovo San Giacomo e Vezzi Portio.
L'ente locale aveva sede a Finale Ligure e l'ultimo presidente è stato Giuseppe Morro.

## Storia
L'ente era stato istituito dopo le approvazioni delle leggi regionali n° 15 e 27 del 1973, emanate dalla Regione Liguria dopo l'istituzione ufficiale delle Comunità montane con la legge n° 1102 del 3 dicembre 1971.
Con le nuove disposizioni della Legge Regionale n° 6 del 1978 la comunità montana assumeva, direttamente dalla regione, le funzioni amministrative in materia di agricoltura, sviluppo rurale, foreste e antincendio boschivo.
Con la disciplina di riordino delle comunità montane, regolamentate con la Legge Regionale n° 24 del 4 luglio 2008 e in vigore dal 1º gennaio 2009, l'ente locale era stato unito alla Comunità montana Ingauna che aveva portato all'istituzione della nuova Comunità montana Ponente Savonese.
Non facevano più parte dell'originaria comunità montana i comuni di Borghetto Santo Spirito, Borgio Verezzi, Finale Ligure, Loano, Noli, Pietra Ligure e Spotorno che avevano delegato la stessa alle funzioni amministrative in materia di agricoltura, sviluppo rurale, foreste e antincendio boschivo.